# Мертва вода (оповідання)
«Мертва вода» — науково-фантастичне оповідання українського письменника Володимира Владка. Вперше було надруковано 1935 року в журналі «Піонерія» (Київ). У 1936 році його було передруковано у збірці «Дванадцять оповідань».

## Сюжет
Професор Тарп пишався своєю незалежністю. Він відмовлявся співпрацювати з державними установами і великими корпораціями. Йому належала честь бути винахідником апарата для добування рідкісної «важкої води». Ця речовина вбивала будь-яку істоту при контакті, тож Тарп вважав, що очищуючи воду в міському водогоні, він врятує багато життів.
Після завершення вдалих експериментів професора намагалися отруїти, але натомість загинув його домашній улюбленець кіт Томас. Вночі Тарп, разом з двома своїми помічниками Грехемом і Бінгом йдуть до лабораторії, де застають Охакі, який також там працював. Під час перестрілки останній гине, при ньому знаходять рапорт до японської зовнішньої розвідки. Але не лише він працював на спецслужби: Бінг виявився агентом таємної поліції, а Грехем — агентом генерального штабу. Для них «важка вода» складала інтерес лише як зброя. Дізнавшись, що його винахід може слугувати для вбивств, Тарп знепритомнів.